# Plexiglas
Plexiglas er et handelsnavn for acrylglas (kemisk polymetylmetakrylat, forkortelse PMMA). Indehaver af mærket på det europæiske, asiatiske, afrikanske og australske kontinent er Röhm GmbH, på det amerikanske kontinent Arkema S.A.

## Historie
Kemikeren Otto Röhm forskede i særlige kunststoffer med henblik på at finde en slags „akrylkautsjuk“. Grundlaget herfor havde han skabt allerede i 1901 med sin licentiatafhandling om polymerisationsprodukter af akrylsyre. Men til at begynde med gik han i 1907 med etableringen af firmaet Röhm & Haas sammen med sin partner Otto Haas ind i forretningen med enzymatiske produkter til læderindustrien. Da den hermed forbundne produktion efterhånden gav et pænt overskud, helligede Röhm sig fra 1911 igen akrylforskningen. Sit oprindelige mål om at fremstille kunstigt gummi af de robuste polyakrylatforbindelser nåede han ganske vist ikke, men med fremstillingen af flerlagssikkerhedsglas tog han i 1928 så småt hul på akrylatforretningen. Efter succesen på akrylat-området helligede han sig i slutningen af 1920’erne metakrylaterne. Her lykkedes det ham og hans forskerteam at opnå det afgørende gennembrud. I den forbindelse kom tilfældet dem til hjælp: En prøve af det monomere metylmetakrylat (MMA) var blevet opbevaret i en flaske ved vinduet. Da dagslyset så faldt herpå, udløste det en polymeriseringsreaktion. Den ødelagde flasken, men efterlod en blok af polymetylmetakrylat (PMMA). Ved yderligere forsøg lykkedes det at polymerisere råmaterialet under kontrollerede former mellem konventionelle glasruder og opnå tynde akrylglasruder. Det nye materiale fik navnet „Plexiglas“ og blev anmeldt som mærke i 1933. Varemærket blev registreret den 4. december samme år under varemærkenummeret 461639.